# Optisches Transportnetz
Das optische Transportnetz (OTN, englisch optical transport network) ist eine von der ITU im Standard G.709 standardisierte Technologie für ein Telekommunikationsnetz, mit dem Netzbetreiber mittels eines Transportdienstes Nutzdaten übertragen.

## Architektur
Die Architektur des optischen Transportnetzes besteht aus drei Schichten:
- Die unterste Schicht, die Optical Transmission Section (OTS), beschreibt die optische Faserstrecke zwischen zwei optischen Systemkomponenten. Das können optische Verstärker (OA), optische Add-Drop-Multiplexer (OADM) oder optische Kreuzverteiler (OXC) sein.
- Die darüber liegende Schicht, die Optical Multiplex Section (OMS), umfasst die Multiplexfunktionen einer DWDM-Verbindung zwischen zwei Netzwerkknoten.
- Die oberste Schicht, der Optical Channel Layer (OCh), beschreibt den optischen Kanal zwischen zwei Teilnehmern. In einem solchen Kanal können beliebige Nutzdaten übertragen werden. Standardisierte Adaptionsfunktionen erlauben es, Ethernet- und IP-Rahmen ohne vorherige PDH- oder SDH-Rahmung zu übertragen.

Analog zu den Bezeichnungen PDH und SDH wurde für die optische Transporthierarchie die Abkürzung OTH (engl.: optical transport hierarchy) gewählt.
Die Bitraten, die vom optischen Transportnetz übertragen werden, beginnen dort, wo die der SDH-Technik aufhören. Standardisierte Bitraten der optischen Transporthierarchie sind:
- OTM-1:   2,67 GBit/s
- OTM-2:  10,7 GBit/s
- OTM-3:  43,0 GBit/s
- OTM-4: 111,8 GBit/s.

Außerdem kann OTU-2, wie im ITU-Dokument G.Sup43 beschrieben, übertaktet werden (OTU-2e), um 10 Gigabit-Ethernet LAN PHY zu ermöglichen.
Geräte, die der standardisierten Architektur des OTN entsprechen, sind inzwischen von allen großen Herstellern von Telekommunikationsgeräten vorgestellt worden und werden inzwischen auch in der technischen Infrastruktur des Internets verwendet. Geräte verschiedener Hersteller zusammenzuschalten ist bisher aber nur eingeschränkt möglich, da die Standardisierung bisher nur optische Multiplexprinzipien beschreibt, ohne die physikalische Implementierung bis in alle Details zu spezifizieren.